# Glossar der indischen Architektur
Dieses Glossar soll einen Überblick über wichtige Termini der indischen Architektur geben. Die meisten der hier aufgeführten Begriffe stammen aus  dem Sanskrit, Persischen oder Arabischen.
Sofern bekannt, ist hinter dem Stichwort das grammatische Geschlecht angegeben (f. Femininum bzw. weibliches Geschlecht, m. Maskulinum bzw. männliches Geschlecht, n. Neutrum bzw. sächliches Geschlecht).

## A
Amalaka m.scheibenförmiger, gerippter Schlussstein auf den Türmen nordindischer Tempel
Anda n.sanskrit „Ei“; halbkugelförmiger Baukörper buddhistischer Stupas
Antarala n.in nordindischen Tempeln kurzes Verbindungsstück zwischen Mandapa und Cella (garbhagriha)
Arthamandapa, Ardha Mandapa n.kleine Eingangshalle hinduistischer Tempel in Zentralindien

## B
Bada m.Erd- bzw. Sockelgeschoss nordindischer Tempeltürme
Baghpersisch „Garten“ (siehe Tschahār Bāgh)
Banglain Bengalen übliche Dachform mit konvex gekrümmten Begrenzungslinien (siehe Bengalisches Dach)
Bastijainistischer Tempeltypus in Südindien
Bettajainistisches Heiligtum mit monumentaler Heiligenfigur in Südindien
Bhog-Mandir, Bhog Mandir m.in hinduistischen Tempeln eine Halle, in der Opfergaben dargebracht werden
Burjarabisch „Turm“: Turm in der islamischen bzw. Mogul-Architektur, oft mit prachtvollem Oberbau

## C
Chaitya m.Stupa im Inneren buddhistischer Heiligtümer
Chaityagriha m., Chaitya-Halle f.längliche Halle buddhistischer Heiligtümer oder Tempel, die einen Chaitya enthält
Chajjaüberstehendes Schattendach
Chandrasala (auch kudu)Hufeisenförmiges Fenster an buddhistischen chaitya-Hallen oder Zierelement an hinduistischen Tempeln
Char Baghpersisch „vier Gärten“; durch ein Achsenkreuz viergeteilte, symmetrische Gartenanlage
Chattra, Chatraschirmartige Bekrönung eines Stupa
Chhatri, Chatri, Chattri n.überkuppelter Stützenpavillon
Chaumukhahinduistische und jainistische Tirthankara-Statue, deren vier Gesichter in alle vier Richtungen blicken
Chaya f.konsolengestütztes Traufbrett

## D
Dagoba f.Variante des buddhistischen Stupa auf Sri Lanka
DargahGrabmal eines Sufi-Heiligen
Darwazapersisch „Tor“; monumentaler Torbau der islamischen Architektur (v. a. in Nordwestindien, Pakistan)
DeulBezeichnung für Tempel oder Tempeltürme in Orissa und Westbengalen
Diwan-i-Amöffentliche Audienzhalle islamischer Palastanlagen
Diwan-i-Khasprivate Audienzhalle islamischer Palastanlagen
Dravidasüdindischer Tempelstil

## G
Garbhagriha, Garbha Griha n.sanskrit „Schoßhaus“; kammerartiges, fensterloses Allerheiligstes hinduistischer Tempel
Ghat m.Badetreppe, von Hindus beim rituellen Baden in einem für heilig erachteten Gewässer benutzt
Gopuram, Gopura n.ursprünglich Dorf- oder Stadttor, später monumentaler Torbau südindischer Tempelanlagen
Gudhamandapa, Gudha Mandapa n.Vorhalle nordwestindischer Hindu- oder Jaina-Tempel

## H
Harmika f.Reliquienschrein, Steinzaun auf buddhistischen Stupas
Haveliaufwändiges Wohnhaus reicher Kaufleute in Nordwestindien und Pakistan
Huzrahoberirdischer, in der Regel überkuppelter Raum islamischer Grabmäler

## I
Imambara(urdu); Sakralbau der Schiiten zur Feier des Muharram-Festes.
Iwan m.1) dreiseitig geschlossene Halle einer Moschee 
2) bogenförmige Nische der persischen Architektur; enthält oft ein Portal

## J
Jagamohan n.Vor- bzw. Versammlungshalle hinduistischer Tempel in Orissa
JagatiAußenplattform eines Tempels oder eines Grabmals
JaliSteingitterfenster
Jama Masjid, Jami MasjidUrdu „Freitagsmoschee“; große Moschee für das Freitagsgebet
Jharokhabalkonartiger Fenstererker der Mogul-Architektur und der rajputischen Architektur

## K
Kalasha m.vasenförmige Spitze nordindischer Tempeltürme, Glückssymbol
Kalyanamandapa, Kalyana Mandapa n.Halle für die mythische Hochzeit der Gottheiten Shiva und Parvati in südindischen Hindu-Tempeln
Kudu (auch chandrasala)hufeisenförmiges Sonnenfenster an der Giebelfassade buddhistischer Chaitya-Hallen
Kos-Minar n.Mogulzeitlicher Meilenturm

## L
Liwan m.siehe Iwan

## M
Madrasaarabisch „Schule, Lehrstätte“; Koranschule oder islamische Hochschule
MahalHaus, Palast
Mahamandapa, Maha Mandapa n.sanskrit „große Halle“; Haupthalle nordindischer Hindu-Tempel
Mahavihara m.buddhistische Klosteruniversität
Mandapa n.Halle hinduistischer und jainistischer Tempel
Mandirhinduistischer Tempel
Maqbaramonumentales islamisches Grabmal oder Mausoleum
Maqsūra, Maqsurah f.arkadenartige Wand oder Fassade islamischer Bauwerke
Masjidarabisch „Moschee“
Medhi f.Sockelgeschoss buddhistischer Stupas
Meghanadamandapa, Meghanada Mandapa n.große Kuppelhalle jainistischer Tempel
Mihrāb m.nach Mekka weisende Gebetsnische in Moscheen
Mithuna m.Liebespärchen; häufig als plastische Darstellung an Tempeln
Mukhamandapa, Mukha Mandapa n.kleine Vor- oder Eingangshalle hinduistischer Tempel
Mukhashala f.Versammlungsraum vor nordindischen Tempeln
Mulaprasadaalternative Bezeichnung für das Garbhagriha (siehe dort)
Muqarnasin der islamischen Architektur Netz spitzbogiger Nischen am Übergang eckiger Räume zum Rund der Kuppel; bisweilen zu kunstvollen Hängezapfen ausgebildet

## N
Nagara n.1) sanskrit „Stadt“
2) nordindischer Tempelstil
Nat-Mandir n.Tanzhalle hinduistischer Tempel
Navaratna n.sanskrit „neun Edelsteine“; Tempel mit neun (Dach)Türmen, besonders in Bengalen

## P
Paga m.pilasterartiger Vorsprung an nordindischen Tempeltürmen
Pancharatna n.sanskrit „fünf Edelsteine“; fünftürmiges Heiligtum, besonders in Bengalen
Panchayatana n.sanskrit „fünf Heiligtümer“; Tempel mit vier Nebentempeln in den Ecken des Tempelbezirks (vgl. Lakshmana-Tempel)
Pida m.terrassenartig abgestuftes Pyramidendach hinduistischer Tempel in Orissa
Pida-Deulvon einem Pida überdachter Baukörper hinduistischer Tempel in Orissa
Pischtak, pishtaq m.Portalbau islamischer Bauwerke, der sich über die Dachlinie erhebt
Pradakshinapatha m.Umwandlungs- oder Prozessionspfad buddhistischer und hinduistischer Heiligtümer

## Q
QabrGrabkammer; unterirdische Steinkammer islamischer Mausoleen, in der der Leichnam des Verstorbenen beigesetzt ist
QilaFestung

## R
Rangamandapa, Ranga Mandapa n.Tanzpavillon jainistischer Tempel
Ratha m.1) Tempelwagen für Prozessionen 
2) solchen Tempelwagen nachgestaltete hinduistische Tempel
Ratnasanskrit „Juwel, Edelstein“; Turm bengalischer Tempel
Rekha-DeulBaukörper hinduistischer Tempel in Orissa und Westbengalen, der das Allerheiligste enthält und einen shikaraförmigen Umriss hat

## S
Sabhamandapa, Sabha Mandapa n.Vor- bzw. Versammlungshalle hinduistischer oder jainistischer Tempel
SahnMoscheehof
Senanasiehe Zenana
Shikhara m.bienenkorbförmiger Turm nordindischer Tempel
Stambha m.monumentale, oft freistehende Säule
Stupa m.buddhistischer Kultbau in der Form eines Grab- oder Reliquienhügels
Stupikahaubenartige Spitze südindischer Tempeltürme

## T
TalaStockwerk hinduistischer Tempel
Thabha n.senkrechter Pfosten an den Steinzäunen buddhistischer Stupas
Torana n.freistehender oder integrierter Torbogen buddhistischer, jainistischer oder hinduistischer Heiligtümer

## U
Urushringa (auch urahshringa)Begleittürmchen nordindischer Shikharas

## V
Vedika f.ursprünglich Holzzaun vedischer Dörfer; später Steinzaun buddhistischer Stupas
Vesarasanskrit „Mischung, Kreuzung“; hinduistischer Tempelstil auf dem westlichen Dekkan, der Elemente des nordindischen Nagara-Stils und des südindischen Dravida-Stils verbindet
Vihara m.buddhistisches Kloster
Vimana m.südindischer Tempel in der Form einer Stufenpyramide

## Y
Yasti f.Steinmast bzw. -achse buddhistischer Stupas

## Z
ZarihKenotaph in der Mitte des überkuppelten Hauptraumes (Huzrah) islamischer Grabmäler
ZenanaFrauenhaus, Frauengemächer oder Harem in indischen Palastanlagen